# David França Oliveira e Silva
David França Oliveira e Silva, noto semplicemente come David (Araxá, 29 maggio 1982), è un ex calciatore brasiliano, di ruolo centrocampista.

## Caratteristiche tecniche
È un centrocampista centrale.

## Carriera
È cresciuto nel settore giovanile dell'Athl. Paranaense.